# Mari-Luci Jaramillo

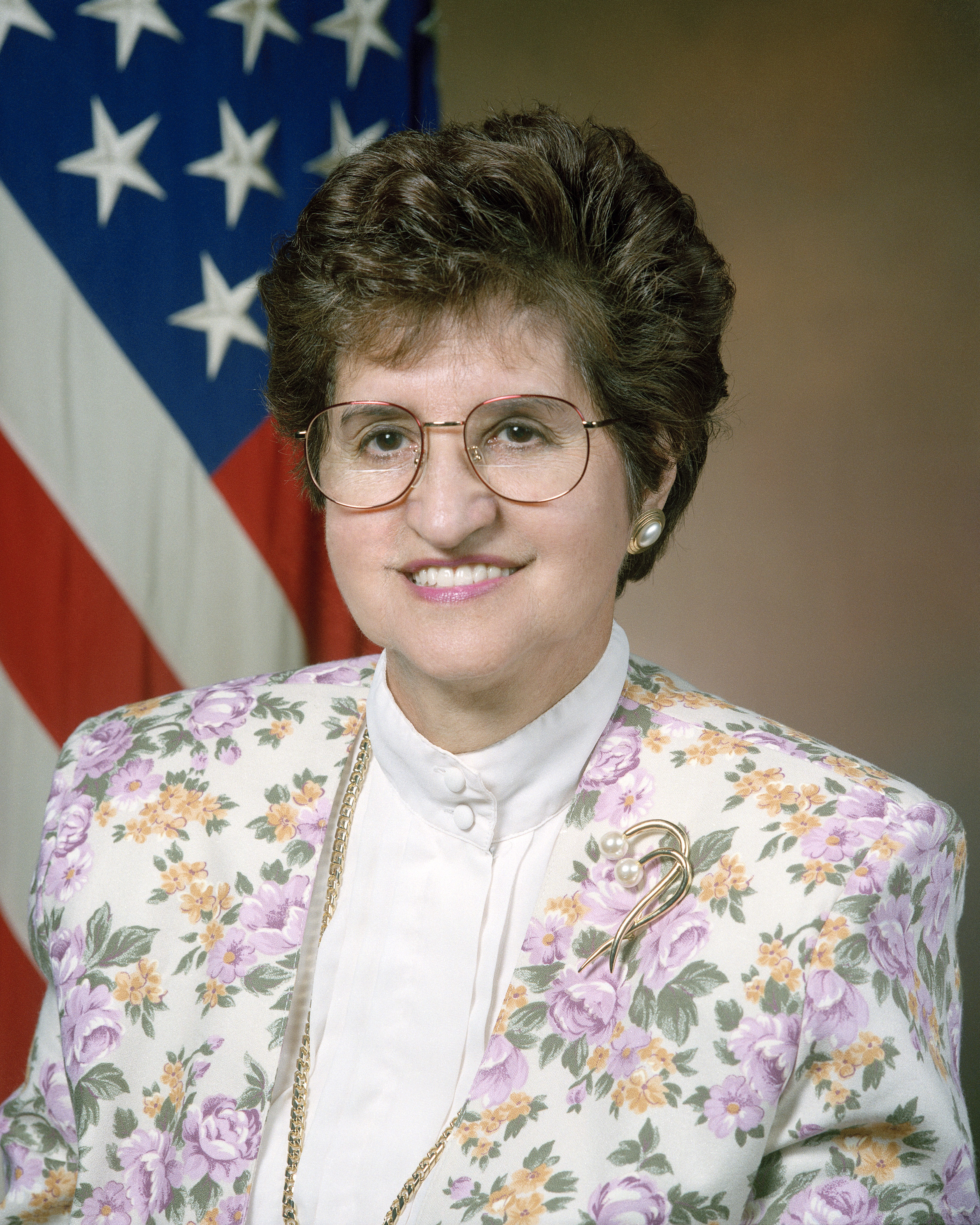
Mari-Luci Jaramillo (1993)

Mari-Luci Antuna Jaramillo (Geburtsname: Mari-Luci Ruiz Antuna; * 19. Juni 1928 in Las Vegas, New Mexico; † 20. November 2019 in Albuquerque, New Mexico) war eine US-amerikanische Pädagogin, Hochschullehrerin und Diplomatin, die von US-Präsident Jimmy Carter als erste weibliche Hispanoamerikerin zur Botschafterin ernannt wurde und zwischen 1977 und 1980 Botschafterin der Vereinigten Staaten in Honduras war.

## Leben
Mari-Luci Antuna Jaramillo, jüngere Tochter des aus Mexiko stammenden Schuhmachers und Musikers Maurilio Antuna und der Hispanoamerikerin Elvira Encarnación Ruiz Antuna (1902–1988), wuchs in bescheidenen Verhältnissen auf und absolvierte ein Studium der Pädagogik an der New Mexico Highlands University (NMHU) in Las Vegas, welches sie 1955 mit einem Bachelor in Education (BEd) beendete. Im Anschluss war sie als Lehrerin an öffentlichen Schulen im San Miguel County und Las Vegas West tätig. Daneben absolvierte sie ein postgraduales Studium der Pädagogik an der New Mexico Highlands University und schloss dieses 1964 mit einem Master in Education (MEd) ab. 1964 wurde sie Lehrerin an den Albuquerque Public Schools (APS) und kurz darauf Lehrerin an der Riverview Elementary School in Barelas, einem historischen Wohnviertel von Albuquerque. Sie wandte einen neuartigen Ansatz an, der heute als zweisprachiger Unterricht bezeichnet wird, um das Lernen ihrer Schüler, die nur wenig Englisch sprachen, an den öffentlichen Schulen zu verbessern. Ihre innovativen Methoden verbreiteten sich und sie übernahm nach dem Erwerb eines Doctor of Philosophy (Ph.D.) in den Bereichen Lehrpläne und Unterricht mit dem Nebenfach Lateinamerikanistik an der University of New Mexico (UNM) selbst eine Professur an der Pädagogischen Fakultät (School of Education) der UNM. An der UNM wuchs ihr Ruf als Bürgerrechtsaktivistin für soziale Gerechtigkeit und Führungspersönlichkeit im Bereich der zweisprachigen Bildung. 1975 wurde sie in den Fakultätsrat der Pädagogischen Fakultät der Harvard University berufen und 1976 übernahm sie eine Professur für Frühpädagogik an der Universität Salamanca in Spanien.
Am 26. September 1977 wurde Mari-Luci Jaramillo von US-Präsident Jimmy Carter zur Botschafterin der Vereinigten Staaten in Honduras ernannt und übergab dort am 27. Oktober 1977 ihre Akkreditierung als Nachfolgerin von Ralph Elihu Becker. Sie war damit die erste weibliche Hispanoamerikerin, die zur Botschafterin ernannt wurde. Sie verblieb auf diesem Botschafterposten bis zum 19. September 1980, woraufhin Jack R. Binns ihr Nachfolger wurde. Im Anschluss war sie im Außenministerium zwischen September 1980 und Januar 1981 noch kurzzeitig als stellvertretende Leiterin der Unterabteilung für interamerikanische Angelegenheiten (Deputy Assistant Secretary of State for Inter-American Affairs) tätig.
Daraufhin kehrte sie 1981 als Professorin an die University of New Mexico zurück und war dort bis zu ihrer vorzeitigen Emeritierung 1984 auch Sonderassistentin des Präsidenten der Universität, Beigeordnete Dekanin der Pädagogischen Fakultät sowie Vizepräsidentin der UNM für Studentenangelegenheiten. 1987 verzog sie nach Kalifornien und arbeitete zwölf Jahre lang bis 1999 als assistierende Vizepräsidentin für den Außendienst des national anerkannten Educational Testing Service (ETS), ein 1947 gegründetes US-amerikanisches gemeinnütziges Unternehmen, das standardisierte Prüfungsverfahren im Bildungsbereich anbietet. Während dieser Zeit wurde sie 1993 von Präsident Bill Clinton zur stellvertretenden Leiterin der Unterabteilung Lateinamerika im Verteidigungsministerium (Deputy Assistant Secretary of Defense for Latin America) berufen und bekleidete diese Funktion bis 1997. Zeitweilig gehörte sie auch dem Externen Beirat für Diversität des Los Alamos National Laboratory LANL als Mitglied an. Sie wurde mehrfach ausgezeichnet und erhielt unter anderem den Distinguished Citizen Award des Verteidigungsministeriums, die „Francisco Morazán“-Medaille von Honduras, den „Anne Roe“-Award der Pädagogischen Fakultät der Harvard University sowie den „Elizabeth Payne Cubberly“-Scholar Award der Stanford University.
Aus ihrer Ehe mit Horacio Ulibarri (1925–2005) gingen die beiden Söhne Ross Ulibarrí und Rick Ulibarrí sowie die Tochter Carla Ulibarrí hervor. Nach ihrem Tod wurde sie auf dem Mount Calvary Cemetery in Albuquerque beigesetzt.

## Veröffentlichungen
- Cautions When Working with the Culturally Different Child, 1972
- Madam Ambassador. The Shoemaker’s Daughter, Bilingual Press, Tempe 2002, ISBN 1-931010-04-8
- Sacred Seeds. A Girl, her Abuelos, and the Heart of Northern New Mexico, Barranca Press, Taos 2019, ISBN 978-1-939604-34-7